# Редагування зображень

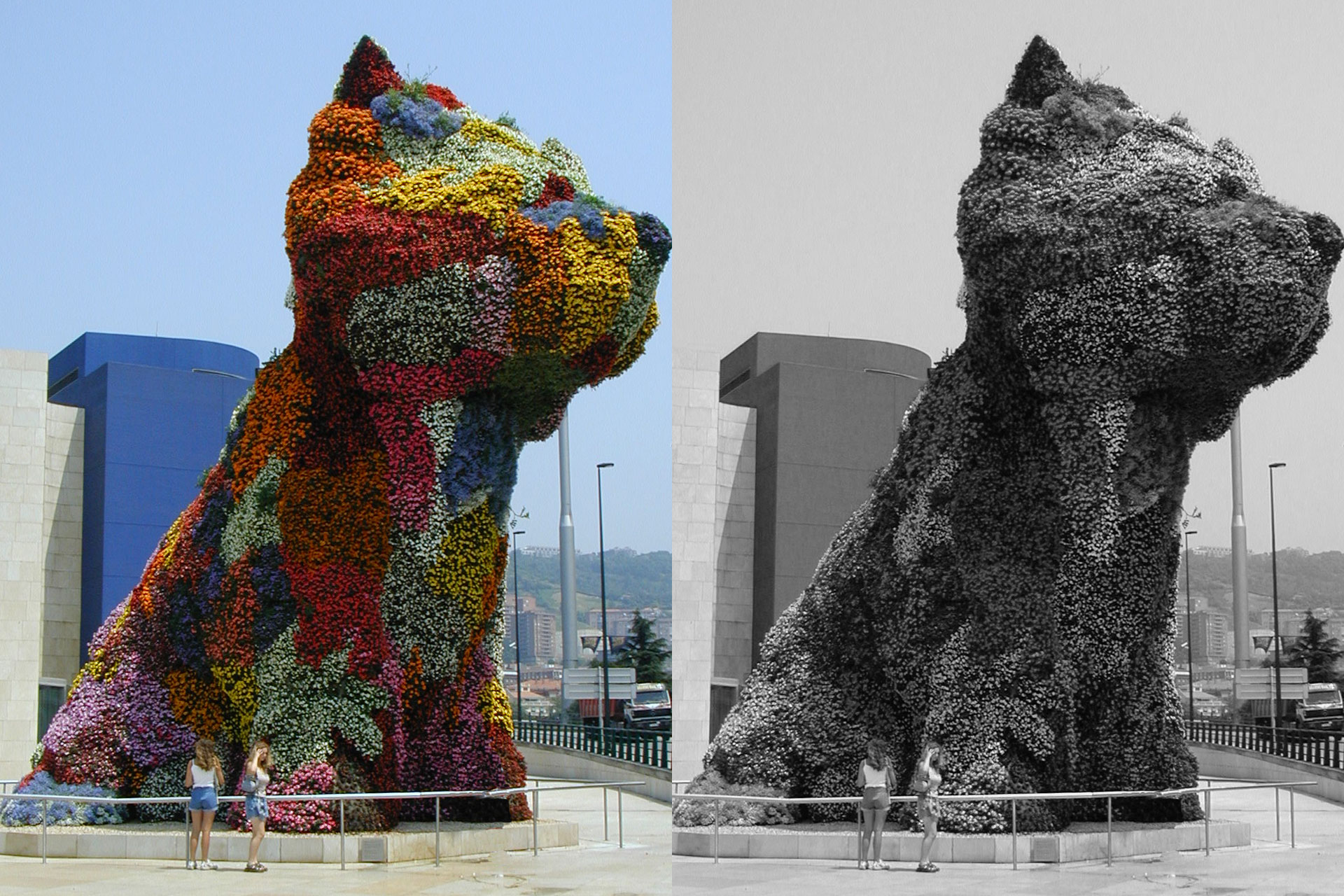
Приклад зміни кольору.

Редагува́ння зобра́жень (лат. redactus — приведений у порядок) — зміна оригіналу зображення класичними або цифровими методами. Також може позначатися терміном ретушування, ретуш (фр. retoucher — підмальовувати, підправляти). Метою редагування є корекція дефектів, підготовка до публікації, вирішення творчих завдань.
Крім статичних двомірних зображень, обробляти потрібно також послідовності зображень.
Розфарбована версія спочатку чорно-білої фотографії, розфарбована за допомогою GIMP

## Види і цілі редагування зображень

### Усунення дефектів зображення
- шум (випадкові похибки кольору в кожній точці зображення)
- недостатня або надмірна яскравість
- неправильний колірний тон
- нерізкість (розфокусування)
- пил, подряпини, «биті пікселі»
- усунення дисторсії і віньєтування об'єктива

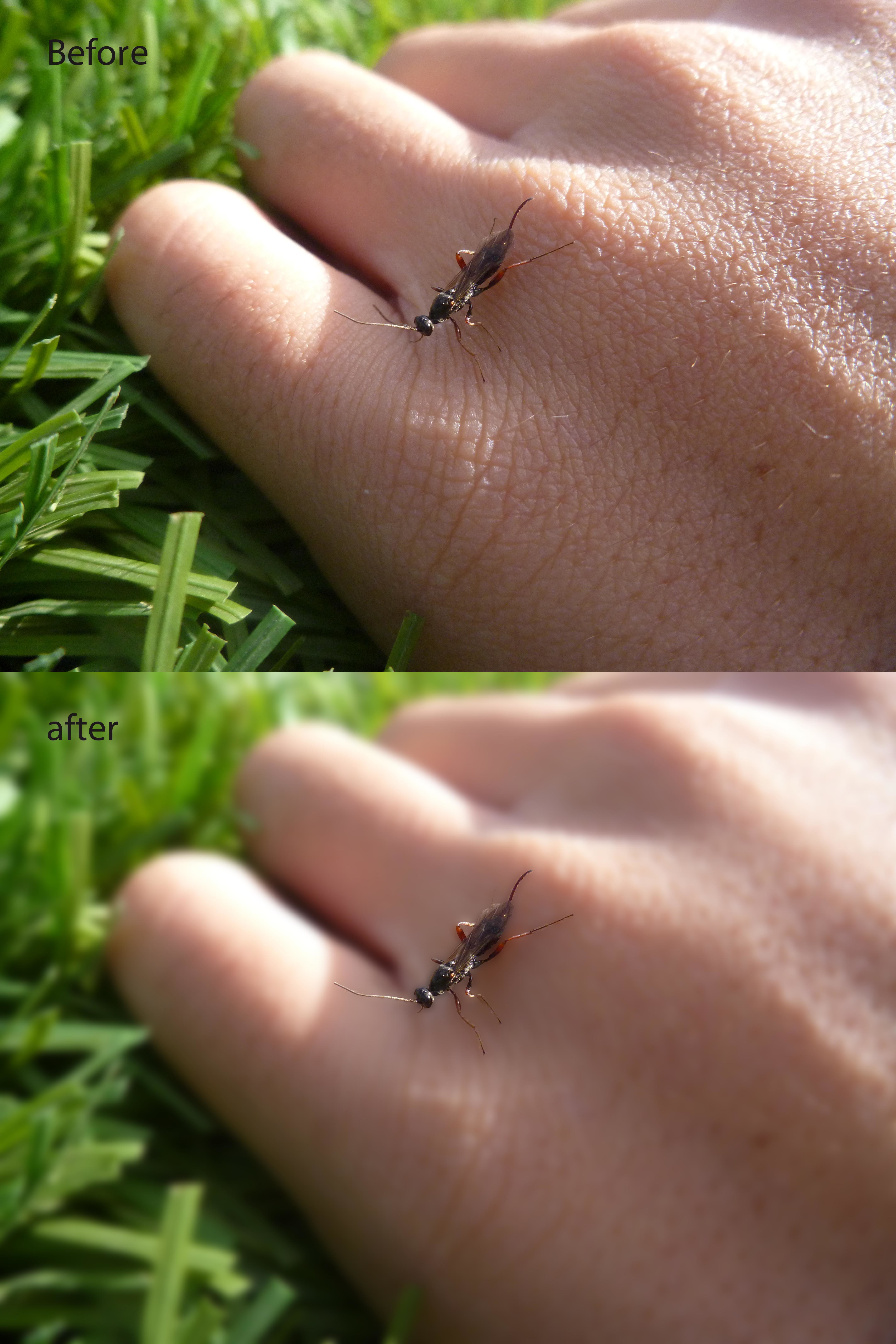

### Види ретуші
Портретна ретуш включає в себе:
- ретуш шкіри — усунення дефектів (прищі, подряпини, шрами, синці, звуження пор, видалення веснянок або зменшення їх кількості, розгладження зморшок);
- обробку очей (додання їм більшої виразності), відбілювання зубів;
- заміна кольору волосся, очей а також пластику: корекція недоліків фігури.

### Структурне редагування зображень
- кадрування
- створення панорам
- усунення непотрібних деталей зображення, зміна композиції
- фотомонтаж — створення з частин декількох зображень нового зображення
- домальовування, включення в зображення технічних креслень, написів, символів, покажчиків та ін.
- застосування спецефектів, фільтрів, тіней, фонів, текстур, підсвічування

основні інструменти:
Програми графічного програмного забезпечення, які можна загалом поділити на векторні графічні редактори, растрові графічні редактори та 3D-моделери.
Термін «редагування зображень»
Зазвичай відноситься лише до редагування 2D зображень, а не 3D.

## Редагування зображень цифровими методами
Редагування зображень проводиться в основному на комп'ютері растровими редакторами в цифровому вигляді. Для цього зображення, навіть отримане з традиційного носія (плівки), переводиться в цифровий вигляд — наприклад, за допомогою сканера.
Програми для перегляду і простої обробки зображень часто поставляються разом з цифровими фотоапаратами та сканерами. Більш складні і потужні програми (Adobe Photoshop, Corel PHOTO-PAINT, Paint Shop Pro, Microsoft Picture It!, Visualizer Photo Studio, Pixel image editor, PixBuilder Photo Editor, Fo2Pix ArtMaster і пр.) поставляються окремо.
Сучасні редактори не позбавлені недоліків, проте грамотне їх використання дозволяє вирішити більшість завдань, що виникають при редагуванні зображень. Вони дозволяють, в якійсь мірі, виправляти технічні дефекти, допущені при проведенні фотознімання.

## Вибіркова зміна кольору
Деякі редактори зображень мають можливості заміни кольорів, щоб вибірково змінювати колір певних елементів на зображенні, враховуючи, що вибрані елементи знаходяться в певному діапазоні кольорів.

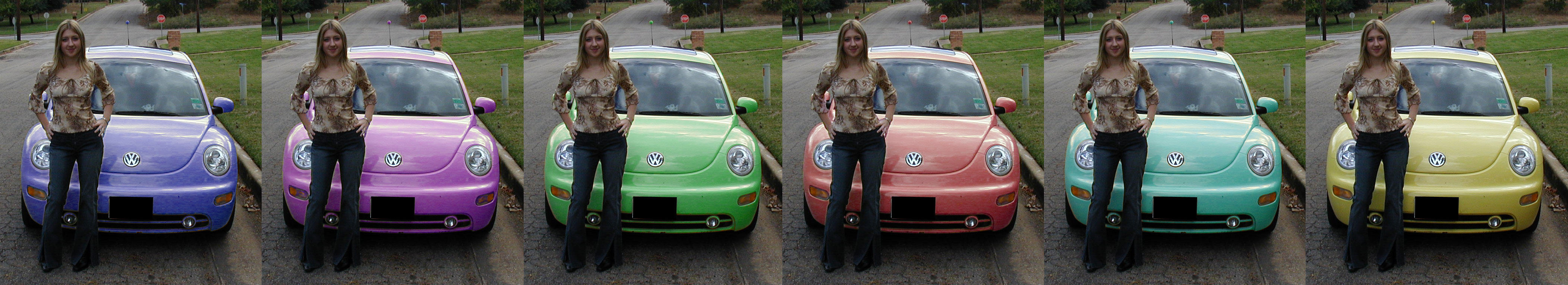

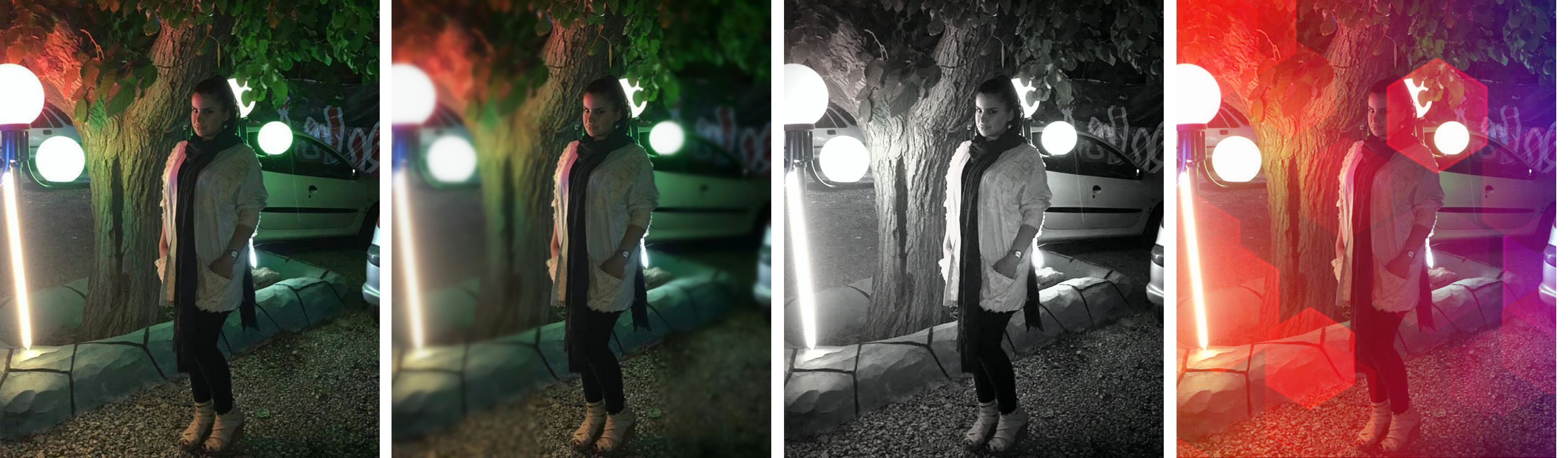

## Вибір
Однією з передумов для багатьох застосувань, згаданих нижче, є метод вибору частини (частин) зображення, таким чином застосовуючи зміни вибірково, не впливаючи на все зображення. Більшість графічних програм мають кілька засобів для досягнення цього, наприклад:
інструмент рамки для виділення прямокутних або інших правильних багатокутників,
інструмент ласо для виділення області від руки,
інструмент «чарівна паличка», який вибирає об’єкти або області на зображенні, визначені близькістю кольорів або яскравості,
інструменти векторного пера,
а також більш просунуті засоби, такі як виявлення країв, маскування, альфа-композит, а також вилучення кольорів і каналів. Межа виділеної області на зображенні часто анімована за допомогою ефекту маршируючих мурах, щоб допомогти користувачеві відрізнити межу виділення від фону зображення.

## Збільшення і пом'якшення зображень

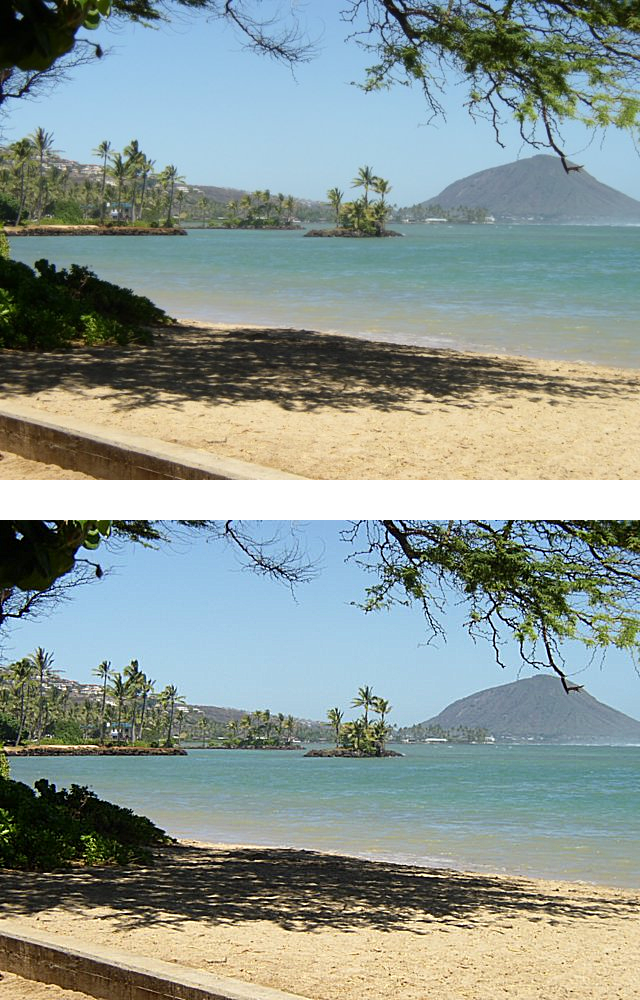

Графічні програми можна використовувати як для підвищення різкості, так і для розмивання зображень кількома способами, такими як маскування нерізкості або деконволюція.[8] Портрети часто виглядають більш приємними, якщо їх вибірково пом’якшити (зокрема шкіру та фон), щоб краще виділити об’єкт.[потрібне цитування] Цього можна досягти за допомогою камери, використовуючи велику діафрагму, або в редакторі зображень, зробивши вибір. а потім розмити його. Покращення країв є надзвичайно поширеною технікою, яка використовується, щоб зробити зображення чіткішими, хоча пуристи не сприймають результат як неприродний.
Збільшення різкості зображення: оригінальне (верхнє), різке зображення (нижнє).
Інша форма підвищення різкості зображення включає форму контрасту. Це робиться шляхом знаходження середнього кольору пікселів навколо кожного пікселя в заданому радіусі, а потім контрастування цього пікселя з цим середнім кольором. Цей ефект робить зображення більш чітким, ніби додає деталей. Приклад цього ефекту можна побачити праворуч. Він широко використовується в поліграфічній та фотографічній промисловості для збільшення локальних контрастів і різкості зображень.

## Вибір і об'єднання зображень
Основна стаття: Цифровий композитинг
Фотомонтаж із 16 фотографій, які були цифрово оброблені у Photoshop, щоб створити враження, що це справжній пейзаж
Багато графічних програм здатні об’єднувати одне або кілька окремих зображень в один файл. Можна керувати орієнтацією та розміщенням кожного зображення.

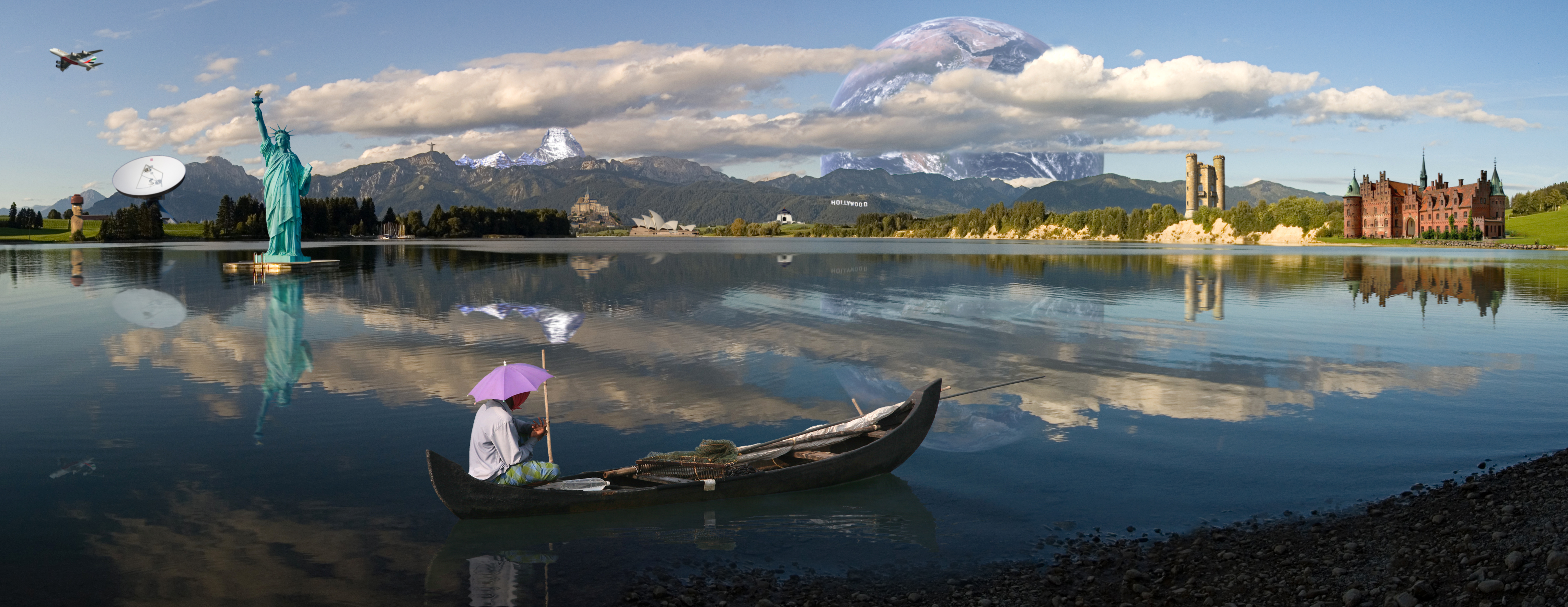

При виборі растрового зображення, яке не є прямокутним, необхідно відокремити краї від фону, також відоме як силует. Це цифровий аналог вирізання зображення з фізичної картинки. Відсічні контури можна використовувати для додавання силуетних зображень до векторної графіки або файлів макетів сторінок, які зберігають векторні дані. Альфа-компонування дозволяє використовувати м’які напівпрозорі краї під час вибору зображень. Існує кілька способів створення силуету зображення з м’якими краями, включаючи вибір зображення або його фону шляхом вибірки подібних кольорів, виділення країв за допомогою растрової трасування або перетворення відсічного контуру на растрове виділення. Після вибору зображення його можна скопіювати та вставити в інший розділ того самого файлу або в окремий файл. Вибір також можна зберегти в так званому альфа-каналі.
Популярним способом створення складеного зображення є використання прозорих шарів. Фонове зображення використовується як нижній шар, а зображення з частинами, які потрібно додати, розміщується на шарі над ним. За допомогою маски шару зображення всі частини, які потрібно об’єднати, приховані від шару, створюючи враження, що ці частини додано до фонового шару. Виконання об’єднання таким чином зберігає всі піксельні дані на обох шарах, щоб було легше вносити майбутні зміни в нове об’єднане зображення.

## Регулювання кольору

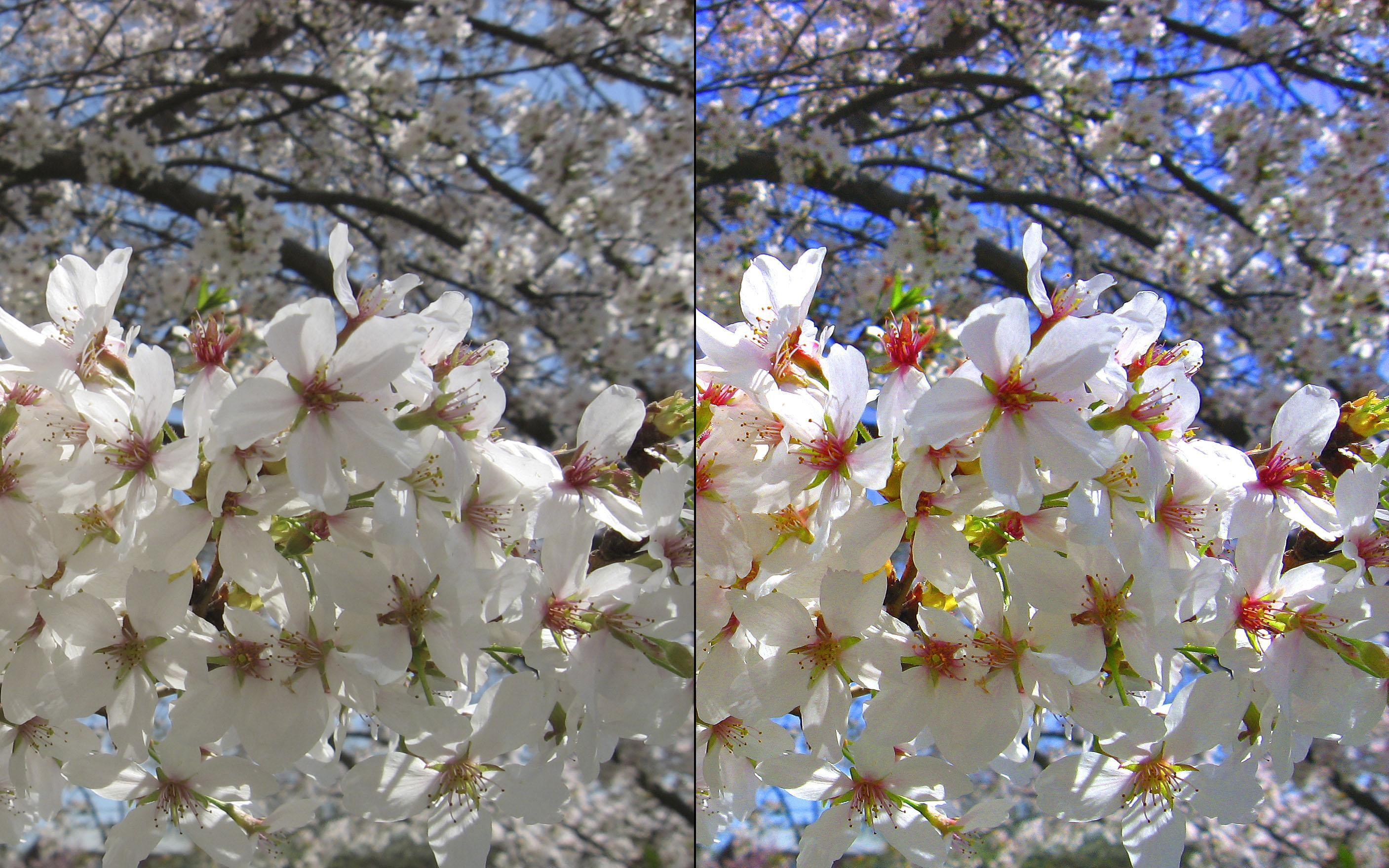

Приклад налаштування кольору за допомогою растрового графічного редактора
Колір зображень можна змінювати різними способами. Кольори можна згасати та зникати, а тони можна змінювати за допомогою кривих або інших інструментів. Колірний баланс можна покращити, що важливо, якщо знімок був знятий у приміщенні на плівку денного світла або знятий на камеру з неправильно встановленим балансом білого. До зображення можна додати спеціальні ефекти, такі як сепія та градації сірого. Крім того, більш складні процедури, такі як змішування каналів кольорів, можливі за допомогою більш досконалих графічних редакторів.
Ефект червоних очей, який виникає під час фотографування зі спалахом, коли зіниця надто широко відкрита (так що світло від спалаху, яке проходить в око через зіницю, відбивається від очного дна в задній частині очного яблука), також може бути усунутий на цьому етапі.

## Динамічне змішування
До і після прикладу Advanced Dynamic Blending Technique, створеного Еліа Локарді

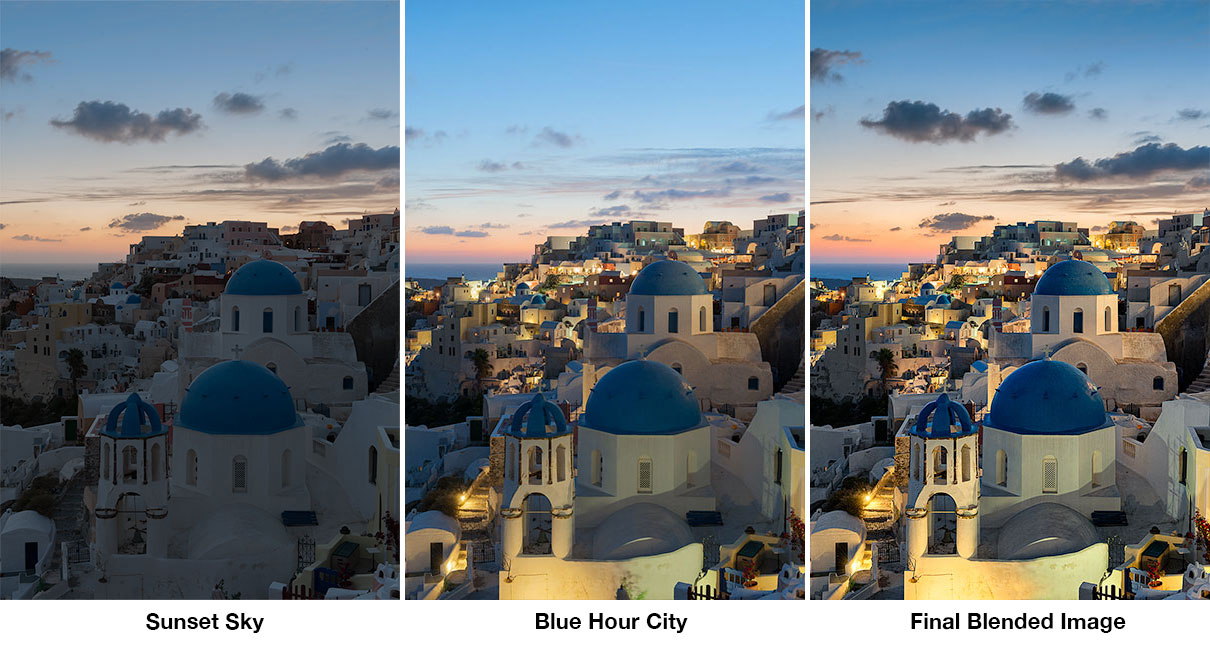

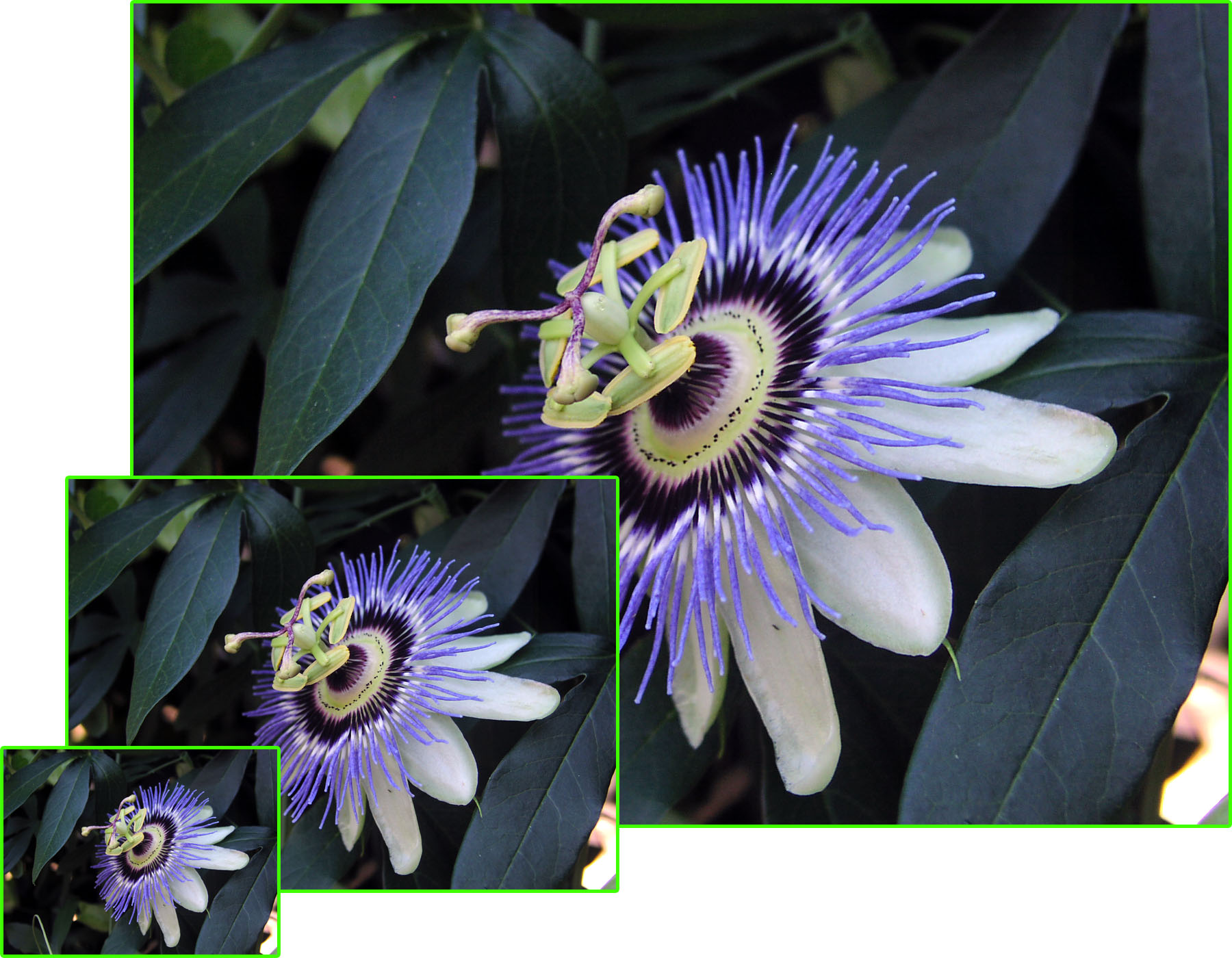

Розширене динамічне змішування – це концепція, представлена фотографом Еліа Локарді у його блозі Blame The Monkey для опису фотографічного процесу зйомки кількох експозицій землі чи міського пейзажу в дужках протягом певного проміжку часу в мінливому природному чи штучному освітленні. Після знімання експозиційні дужки вручну змішуються в одне зображення з розширеним динамічним діапазоном за допомогою програмного забезпечення для постоброблення. Зображення динамічного змішування служать для відображення об’єднаного моменту. Це означає, що в той час як остаточне зображення може бути сумішшю проміжку часу, візуально здається, що воно представляє одну мить.[12][13][14]

## Друк
Керуйте друкованим зображенням, змінюючи кількість пікселів на дюйм
Контроль розміру друку та якості цифрових зображень вимагає розуміння змінної пікселів на дюйм (ppi), яка зберігається у файлі зображення та іноді використовується для керування розміром друкованого зображення. У діалоговому вікні «Розмір зображення» Adobe Photoshop редактор зображень дозволяє користувачеві керувати як розмірами в пікселях, так і розміром зображення на друкованому документі. Ці параметри працюють разом, щоб отримати друковане зображення потрібного розміру та якості. Кількість пікселів на дюйм зображення, піксель на дюйм монітора комп’ютера та кількість точок на дюйм у друкованому документі пов’язані між собою, але у використанні дуже різні. Діалогове вікно «Розмір зображення» можна використовувати як своєрідний калькулятор зображення. Наприклад, зображення розміром 1600 × 1200 з роздільною здатністю 200 пікселів на дюйм дасть друковане зображення розміром 8 × 6 дюймів. Те саме зображення з роздільною здатністю 400 ppi створить друковане зображення розміром 4 × 3 дюйми. Змініть роздільну здатність на 800 ppi, і те саме зображення тепер друкуватиметься з розміром 2 × 1,5 дюйма. Усі три друковані зображення містять однакові дані (1600 × 1200 пікселів), але на менших відбитках пікселі розташовані ближче один до одного, тому менші зображення потенційно виглядатимуть чіткими, тоді як великі ні. Якість зображення також буде залежати від можливостей принтера.
- Фотографія
- Образотворче мистецтво
- Графічний редактор
- Обробка зображення
- Порівняння форматів графічних файлів
- Колірний простір
- Цифровий живопис